# Matt Albers
Pour les articles homonymes, voir Albers.
Matthew James Albers (né le 20 janvier 1983 à Houston, Texas, États-Unis) est un ancien lanceur de relève droitier de la Ligue majeure de baseball. 

## Biographie

### Astros de Houston
Matt Albers est repêché le 5 juin 2001 par les Astros de Houston dès la fin de ses études secondaires à la Clements High School de Sugar Land (Texas). Il débute en Ligue majeure le 25 juillet 2006. Lanceur partant, il fait ses débuts à ce poste le 3 août 2006. Il obtient sa première victoire le 5 mai 2007.

### Orioles de Baltimore
Avec le lanceur gaucher Troy Patton, le voltigeur Luke Scott, le lanceur droitier Dennis Sarfate et  le joueur de champ intérieur Mike Costanzo, Albers est transféré chez les Orioles de Baltimore le 12 décembre 2007 contre le joueur d'arrêt-court étoile Miguel Tejada.
Essayé comme lanceur partant sous l'uniforme des Orioles à trois occasions lors de la saison 2008, Matt Albers devient ensuite lanceur de relève.

### Red Sox de Boston
Il rejoint les Red Sox de Boston en décembre 2010.

### Diamondbacks de l'Arizona
Le 31 juillet 2012, Albers et le voltigeur Scott Podsednik sont échangés aux Diamondbacks de l'Arizona contre le lanceur de relève gaucher Craig Breslow. 
Albers maintient une moyenne de points mérités de 2,57 avec une victoire et une défaite en 21 manches aux monticules lors de ses 23 sorties en relève pour Arizona et il enregistre 19 retraits sur des prises. Il complète 2012 avec une excellente moyenne de 2,39 points mérités accordés par partie lors de 60 manches et un tiers au monticule pour Boston et Arizona. Il mérite trois victoires contre une défaite en 63 parties jouées pour ces deux clubs.

### Indians de Cleveland
Le 11 décembre 2012, Albers est échangé aux Indians de Cleveland avec les lanceurs droitiers Trevor Bauer et Bryan Shaw. Arizona reçoit en retour le lanceur gaucher Tony Sipp, l'arrêt-court Didi Gregorius et le joueur de premier but Lars Anderson.
En 56 sorties au monticule pour les Indians en 2013, sa seule année à Cleveland, Albers maintient une moyenne de points mérités de 3,14 en 63 manches de travail. Il remporte 3 victoires contre une défaite.

### Retour à Houston
Le 17 décembre 2013, Albers retourne aux Astros de Houston, de qui il accepte une entente de 2,25 millions de dollars pour une saison. Cette décision des Astros s'avère une erreur : souffrant d'une tendinite à l'épaule droite, Albers est placé sur la liste des blessés le 22 avril après seulement 8 matchs joués et le club ne le revoit pas du reste de la saison.

### White Sox de Chicago
Le 17 février 2015, il signe un contrat des ligues mineures avec les White Sox de Chicago. En 37 manches et un tiers lancées en 30 sorties pour les White Sox en 2015, Albers n'accorde que 5 points mérités pour une moyenne de 1,21.
Le 21 janvier 2016, il signe avec les White Sox une nouvelle entente de 2,25 millions pour une saison.

### Nationals de Washington
Le 31 janvier 2017, Albers signe un contrat des ligues mineures avec les Nationals de Washington.

## Statistiques
| Saison | Équipe         | G   | GS | CG | SHO | V  | D  | SV | IP    | SO  | ERA  |
| ------ | -------------- | --- | -- | -- | --- | -- | -- | -- | ----- | --- | ---- |
| 2006   | Houston        | 4   | 2  | 0  | 0   | 0  | 2  | 0  | 15.0  | 11  | 6,00 |
| 2007   | Houston        | 31  | 18 | 0  | 0   | 4  | 11 | 0  | 110.2 | 71  | 5,86 |
| 2008   | Baltimore      | 28  | 3  | 0  | 0   | 3  | 3  | 0  | 49.0  | 26  | 3,49 |
| 2009   | Baltimore      | 56  | 0  | 0  | 0   | 3  | 6  | 0  | 67.0  | 49  | 5,51 |
| 2010   | Baltimore      | 62  | 0  | 0  | 0   | 5  | 3  | 0  | 75.2  | 49  | 4,52 |
| 2011   | Boston         | 56  | 0  | 0  | 0   | 4  | 4  | 0  | 64.2  | 68  | 4,73 |
| 2012   | Boston Arizona | 63  | 0  | 0  | 0   | 3  | 1  | 0  | 60.1  | 44  | 2,39 |
| 2013   | Cleveland      | 56  | 0  | 0  | 0   | 3  | 1  | 0  | 63.0  | 35  | 3,14 |
| 2014   | Houston        | 8   | 0  | 0  | 0   | 0  | 0  | 0  | 10.0  | 8   | 0,90 |
| 2015   | Chicago WS     | 30  | 0  | 0  | 0   | 2  | 0  | 0  | 37.1  | 28  | 1,21 |
| 2016   | Chicago WS     | 58  | 1  | 0  | 0   | 2  | 6  | 0  | 51.1  | 30  | 6,31 |
| 2017   | Washington     | 63  | 0  | 0  | 0   | 7  | 2  | 2  | 61.0  | 63  | 1,62 |
| 2018   | Milwaukee      | 34  | 0  | 0  | 0   | 3  | 3  | 1  | 34.1  | 32  | 7,34 |
| Totaux | Totaux         | 549 | 24 | 0  | 0   | 39 | 42 | 3  | 699.1 | 514 | 4,29 |

Note: G = Matches joués ; GS = Matches comme lanceur partant ; CG = Matches complets ; SHO = Blanchissages ; 
V = Victoires ; D = Défaites ; SV = Sauvetages ; IP = Manches lancées ; SO = retraits sur des prises ; ERA = Moyenne de points mérités.